# ゴースト・タクシー
『ゴースト・タクシー』（原題：공포택시（→恐怖タクシー）、英題：Ghost Taxi）は、タクシードライバーを題材にした韓国映画。カーアクション、ホラー、コミカルの要素がそれぞれ多分に含まれており、ジャンル分けは難しい。

## ストーリー
長い年月を経て、ようやく個人タクシードライバーとなったキルラム。しかし、その後彼女であるユジョンにプロポーズに挑もうとした道中でハンドル操作を誤り事故死してしまう。その49日後。一台の幽霊タクシーが夜のソウルを走り回っていたのだが、その正体は幽霊となったキルラムであった。そして幽霊となったキルラムは二人の先輩幽霊タクシードライバーや事故死した少女・ナリと共に過ごすようになっていた。そんなある日キルラムは人間を襲う「ソウル44 サ4444」のタクシーを見かけてしまう。先輩はキルラムにその通称「カマキリ」には関わるなと警告するのだが、「カマキリ」の魔の手はユジョンや友人のピョンスに…。

## 劇中に登場する主な車種
- タクシーとして登場する車種
  - ヒュンダイ・ソナタ(ソナタⅡが多い。ソナタⅢはキルラムの初期車両など。)
  - デーヴ・ローヤルプリンス
- タクシー以外に登場する車種
  - ヒュンダイ車
    - グレンジャー(初代。どこかの社長一行が乗っていたのだが、キルラムと先輩二人に関わったことが原因で運悪く事故死した。)
    - 91A・トレーラーヘッド(オーケー(先輩の片割れ)の運転で、カマキリの乗っていたソナタのサイドに突っ込んできた。)

  - デーヴ車
    - 大宇国民車・ダマス(ユジョンが商売で乗っている。)
    - ルマン(キルラムのソナタが前述の事故で側壁を突き破って落下した際、ボンネットからルマンのルーフに垂直落下する形でソナタの下敷きになった。)
    - エスペロ(パトカー。)

ちなみに、エンドロールや劇中に登場する二柱リフトにはハンコックタイヤのロゴが見られる。

## その他
- 日本版のDVDジャケットはフランス映画「TAXi」のオマージュである。

## 参考
- 공포택시 （恐怖タクシー） KMDb